# Chapelle Saint-Gény de Lectoure
La chapelle Saint-Gény de Lectoure est une ancienne église paroissiale catholique située à Lectoure dans le Gers, seul vestige d’un ensemble conventuel. Depuis 2000, elle est affectée au culte orthodoxe serbe sous le titre de basilique Saint-Gény,.

## Localisation
La chapelle Saint-Gény se trouve au sud de la ville actuelle de Lectoure, non loin du Gers. Elle a vraisemblablement succédé à une église primitive bâtie à la limite orientale de la cité gallo-romaine de Lactora, pour servir de tombeau à saint Huginius ou Gény, qui avait vécu sur la colline de Sainte-Croix surplombant son emplacement.
Saint-Gény est le nom donné au quartier environnant, assez peu construit et habité.

## Historique
Au Xe siècle, Guillaume Sanche, duc de Gascogne, fonde l’« évêché de Gascogne » et crée de nombreux monastères. Il fonde ainsi l’abbaye de Saint-Gény à Lectoure, placée sous la dépendance de celle de Saint-Sever Cap-de-Gascogne. Les premiers moines de Saint-Gény viennent donc de Saint-Sever. La fondation est estimée vers 994 ou 995, sous l’épiscopat de l’évêque nommé Bernard 1er. Mais en 1066, le monastère menace ruine, et les moines vivent dans un autre couvent bénédictin, dans la ville haute. L’indiscipline et le relâchement régnaient alors, car des conflits éclatent entre les évêques, les autorités religieuses, et les moines. L’évêque de Lectoure, Raymond Ebbons (1061-1097) instaure la règle de Cluny, relève Saint-Gény de ses ruines et le peuple de saints religieux. L’abbaye devient un simple prieuré qui, passé sous la dépendance de l’abbaye de Moissac depuis 1059, dure jusqu’au XIVe ou XVe siècle. 
Une nouvelle église est édifiée au XVIe siècle sur la chapelle primitive tombeau de saint Gény, qui a subi les dégâts des guerres de Religion. C’est pour l’essentiel ce qui subsiste avec l’église actuelle, toutes les autres constructions de l’ancien prieuré ayant progressivement disparu. La communauté prieurale de Saint-Gény disparaît à une époque indéterminée. L’église devient le siège d’une paroisse jusqu’en 1842. Un prêtre nommé Deluc est responsable de la paroisse après avoir succédé à son oncle, lui aussi curé. Obligé d’abandonner son poste à la Révolution, il rachète l’église et les habitations qui font partie de l’ancien couvent, en 1801. Une de ses nièces, héritant de ces biens, vend les maisons. Le lot comprenant l’église et son cimetière, une maison et un jardin, sera acheté plus tard, en 1854, par l’abbé de Cortade, supérieur du Collège ecclésiastique de Lectoure. Il remplace la modeste maison par une plus luxueuse, touchant l’église au nord-ouest. Il fait établir une nouvelle façade à l’église, un haut mur galbé flanqué de deux tourelles à poivrière et surmonté d’une baie campanaire, qui lui donnent un faux air XVIIIe siècle. Le culte public est rétabli en 1875, jusqu’à sa mort en 1892. La chapelle retrouve un peu de vie avec ses nouveaux propriétaires, dans les années 1930, puis retombe dans l’oubli. 
En 2000, la chapelle est rachetée et restaurée par la communauté orthodoxe serbe, qui y établit le culte avec la nouvelle dénomination de basilique et on y ajoute à celui de saint Gény le culte de saint Maurin, également martyr dans la cité de Lactora.

## Architecture

### Extérieur
Extérieurement, la chapelle Saint-Gény apparaît encore dans un cadre naturel assez préservé, sans constructions modernes alentour. Elle est construite dans le style gothique méridional, une nef unique divisée en deux travées, avec une abside pentagonale à contreforts rayonnants percée de trois fenêtres. La nef est épaulée de contreforts entre lesquels trouvent place des chapelles, deux de chaque côté. 
La façade ouest édifiée par l’abbé de Cortade est un grand mur nu dans lequel s’ouvre un portail ogival, surmonté d’un oculus. deux contreforts encadrent ce mur et se terminent par des pinacles. Le haut du mur, galbé au-dessus d’une corniche, se termine par une baie comportant une seule cloche et portant une croix de la Passion en ferronnerie. Enfin sur les côtés de la façade deux tourelles cylindriques étroites, percées de meurtrières et coiffées d’un toit conique couvert d’ardoises, n’ont d’autre fonction que décorative.

### Intérieur
Le niveau très bas de la nef par rapport au sol naturel est un indice de grande ancienneté, mais il ne subsiste rien des constructions primitives. Il existe une crypte, murée, dans laquelle l’abbé de Cortade découvrit un sarcophage brisé qu’il supposa être celui de saint Gény. 
Si le style est gothique à l’extérieur, il apparaît comme typiquement Renaissance à l’intérieur. L’abside possède une voûte assez complexe, avec une clé pendante ornée de blasons. Les première et deuxième travées sont voûtées d’ogives avec elles aussi des clés très ornées. Ogives et doubleaux sont en pierre, mais les voûtes sont en briques recouvertes d’enduits peints. Les chapelles de la première travée ont été murées pour servir de sacristie, tandis que celles de la deuxième s’ouvrent par un grand arc en plein cintre caractéristique de l’architecture lectouroise de la Renaissance. Les décors de nervures et les chapiteaux sont traités avec une grande sobriété qui n’exclut pas le raffinement.
Le sarcophage « de saint Gény » se trouve aujourd’hui placé sous la chaire. Il présente un décor de strigilles, colonnettes, un médaillon central, et un couvercle à imbrications. Mais les restaurations abusives que lui infligea l’abbé le rendent méconnaissable quant à son aspect premier.
La décoration actuelle est celle des églises orthodoxes, avec de nombreuses icônes. Une iconostase en bois sculpté est placée devant le chœur.